# Gimnàstica als Jocs Olímpics d'Estiu de 1920 - concurs per equips, sistema lliure
El concurs per equips, sistema lliure va ser una de les quatre proves de gimnàstica artística que es van disputar als Jocs Olímpics d'Anvers de 1920. La prova tingué lloc el 27 d'agost de 1920 i hi van prendre part 46 gimnastes de 2 nacions diferents. La competició es va celebrar a l'Estadi Olímpic d'Anvers.

## Medallistes
| Or        | Plata   | Bronze |
| Dinamarca | Noruega |        |

## Classificació final
| Pos.  | Nació     | Gimnasta | Total |
| ----- | --------- | --- | ----- |
| Or    | Dinamarca | Georg Albertsen, Rudolf Andersen, Viggo Dibbern, Fritz Eisenöe, Aage Frandsen, Hugo Helsten, Harry Holm, Herold Jansson, Robert Johnsen, Christian Juhl, Vilhelm Lange, Svend Meulengracht-Madsen, Peder Marcussen, Peder Møller, Niels Turin Nielsen, Steen Olsen, Oluf Olsson, Christian Pedersen, Stig Rønne, Harry Sørensen, Christian Thomas, Knud Vermehren                                                                    | 51,35 |
| Plata | Noruega   | Alf Aanning, Karl Aas, Jørgen Andersen, Gustav Bayer, Jørgen Bjørnstad, Asbjørn Bodahl, Eilert Bøhm, Trygve Bøyesen, Ingolf Davidsen, Håkon Endreson, Jacob Erstad, Harald Færstad, Herman Helgesen, Petter Hol, Otto Johannessen, Johan Anker Johansen, Trygve Kristoffersen, Henrik Nielsen, Jacob Opdahl, Arthur Rydstrøm, Frithjof Sælen, Bjørn Skjærpe, Wilhelm Steffensen, Olav Sundal, Reidar Tønsberg, Lauritz Wigand-Larsen | 48,55 |